# V округ (Будимпешта)
V округ (мађ. V kerület) или Белварош-Липотварош (мађ. Belváros-Lipótváros) је један од 23 округа Будимпеште. Налази се на пештанској страни Дунава. Ово је централни градски округ у ком се налази највећи број туристичких знаменитости. Формиран је 17. новембра 1873.